# Четырёхугольник Ламберта
Четырёхугольник Ла́мберта, или трипрямоуго́льник, — четырёхугольник, имеющий при трёх его вершинах прямые углы.
Назван в честь швейцарского математика Иоганна Генриха Ламберта, впервые исследовавшего свойства такой фигуры в попытках доказательства 5-й аксиомы геометрии Евклида.

## Свойства
Пусть {\displaystyle ABCD} — четырёхугольник Ламберта на абсолютной плоскости с прямыми углами при {\displaystyle A}, {\displaystyle B} и {\displaystyle C}. Тогда
- {\displaystyle CD\geq AB} и {\displaystyle DA\geq BC};
- {\displaystyle \angle D\leq {\tfrac {\pi }{2}}}.

Более того, если одно из этих неравенств превращается в равенство, то на этой абсолютной плоскости верен постулат Евклида о параллельных.

## История
Четырёхугольник Ламберта впервые рассмотрен Ибн ал-Хайсамом в XI веке.
Рассматривался Иоганном Ламбертом в 1766 году при попытках доказать постулат Евклида о параллельных.
Из трёх возможных предположений о величине четвёртого угла: либо угол прямой, либо угол тупой, либо угол острый;
первая гипотеза является утверждением, эквивалентным постулату Евклида о параллельных; вторая приводит к противоречию с другими аксиомами и постулатами Евклида.
Относительно третьей гипотезы Ламберт сделал предположение, что она выполняется на некоторой мнимой сфере. После чего сделал ошибочное утверждение, что такой сферы в реальном пространстве быть не может и поэтому постулат верен.
В 1733 году Джироламо Саккери рассматривал четырёхугольники с двумя прямыми углами — так называемые четырёхугольники Саккери.